# Adolf Warski

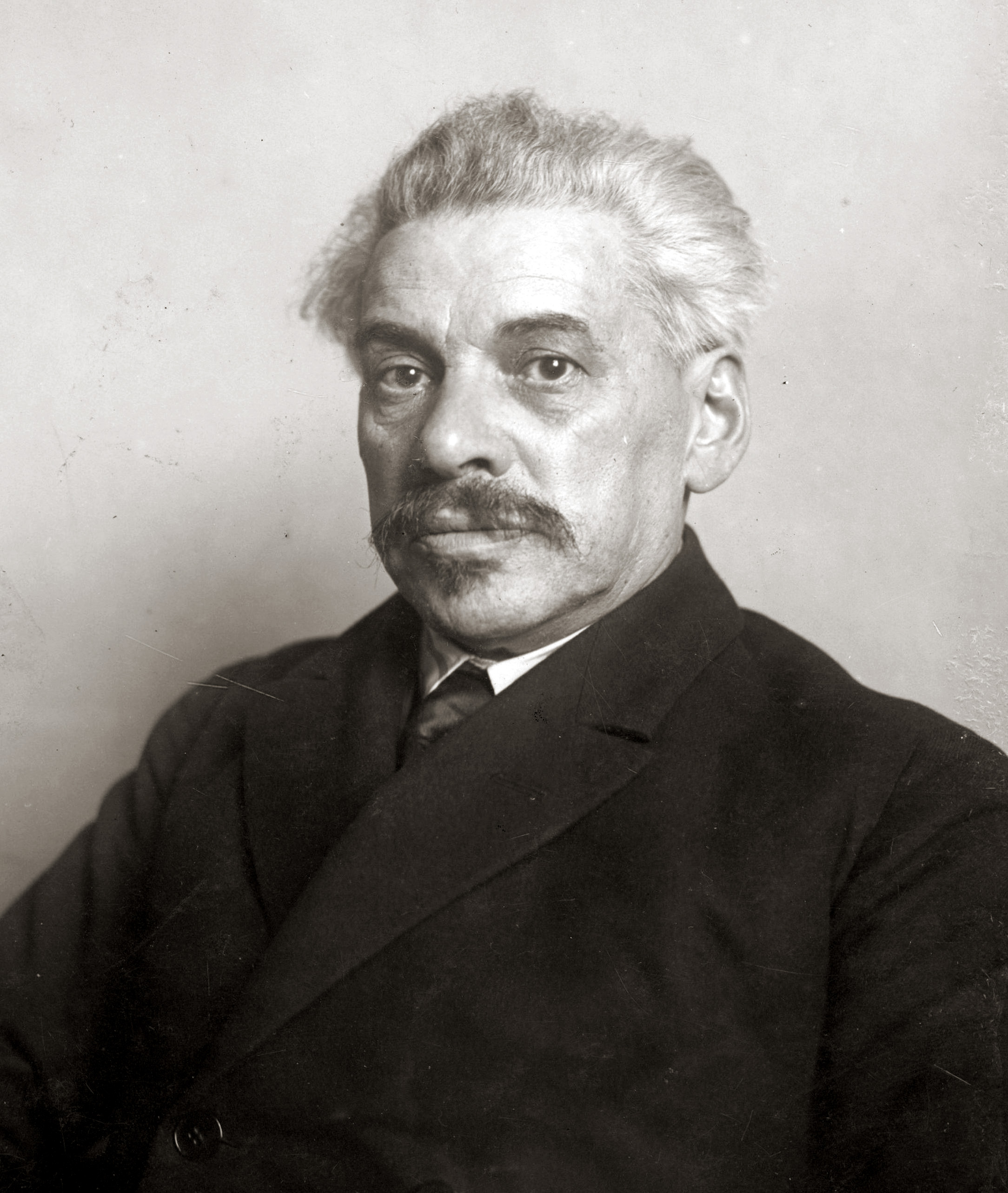
Adolf Warski (1928)

Adolf Warski, eigentlich Jerzy Adolf Warszawski (* 20. April 1868 in Warschau; † 21. August 1937 in Moskau), war ein polnischer Arbeiterführer jüdischer Herkunft. 
Sein Vater war kaufmännischer Angestellter. Adolf Warski war 1889 Mitbegründer des Bundes der Polnischen Arbeiter und 1893 der Sozialdemokratie des Königreichs Polen und Litauens (SDKPiL). Er gab gemeinsam mit Rosa Luxemburg und J. Marchlewski die Parteizeitung „Sprawa Robotnicza“ heraus. Nach der Vereinigung der SDKPiL mit der Sozialdemokratischen Arbeiterpartei Russlands (SDAPR) war er 1906 Mitglied des Zentralkomitees der SDAPR. Von den russischen Behörden wurde er mehrmals verhaftet und verbannt. 1916 kehrte Warski nach Polen zurück und war 1918 an der Gründung der Kommunistischen Partei Polens (KPP) beteiligt. Von 1919 bis 1930 war er mit Unterbrechung Mitglied des Zentralkomitees der KPP und ab 1923 Mitglied des Politbüros. Im Zeitraum 1921–1928 nahm Warski an mehreren Kongressen der Kommunistischen Internationale teil. Ab 1930 in der Emigration, arbeitete er in Moskau am dortigen Marx-Engels-Institut. Im Zuge der „stalinistischen Säuberungen“ wurde er verfolgt, zum Tode verurteilt und hingerichtet. Die Rehabilitierung erfolgte am 29. April 1955.
Die Stettiner Werft war von 1959 bis 1990 nach Adolf Warski benannt: Stocznia Szczecińska im. Adolfa Warskiego.